# Весьниця
Весьниця (пол. Wieśnica) — село в Польщі, у гміні Стшеґом Свідницького повіту Нижньосілезького воєводства.
Населення — 94 особи (2011).
У 1975-1998 роках село належало до Валбжиського воєводства.

## Демографія
Демографічна структура станом на 31 березня 2011 року:
|          | Загалом | Допрацездатний вік | Працездатний вік | Постпрацездатний вік |
| -------- | ------- | ------------------ | ---------------- | -------------------- |
| Чоловіки | 49      | 8                  | 36               | 5                    |
| Жінки    | 45      | 5                  | 26               | 14                   |
| Разом    | 94      | 13                 | 62               | 19                   |